# Gerardo da Camino
Gerardo da Camino (... – 1217) è stato un vescovo cattolico italiano.

## Biografia
Probabile figlio di Gabriele II da Camino, fu un canonico della chiesa di Ceneda che, alla morte del vescovo Matteo da Siena, fu eletto come suo successore direttamente dal Capitolo diocesano.
Tuttavia la sua elezione non fu convalidata dal patriarca di Aquileia Volchero di Erla, in quel momento in rotta con i Caminesi, per cui la nomina fu presentata a papa Onorio III; a tal scopo Gerardo si sarebbe personalmente messo in viaggio per Roma.
La sua nomina sarebbe stata cassata in quanto Gerardo aveva solo gli ordini minori e non l'età canonica per l'elezione.
Gerardo fu assassinato, lo stesso anno, prima di ricevere la conferma dal pontefice. Alla cattedra di Ceneda, rimasta nuovamente vacante, fu eletto entro i due anni seguenti Alberto da Camino, parente quindi dello stesso Gerardo.